# Heinrich Wilhelm Dove (Jurist)

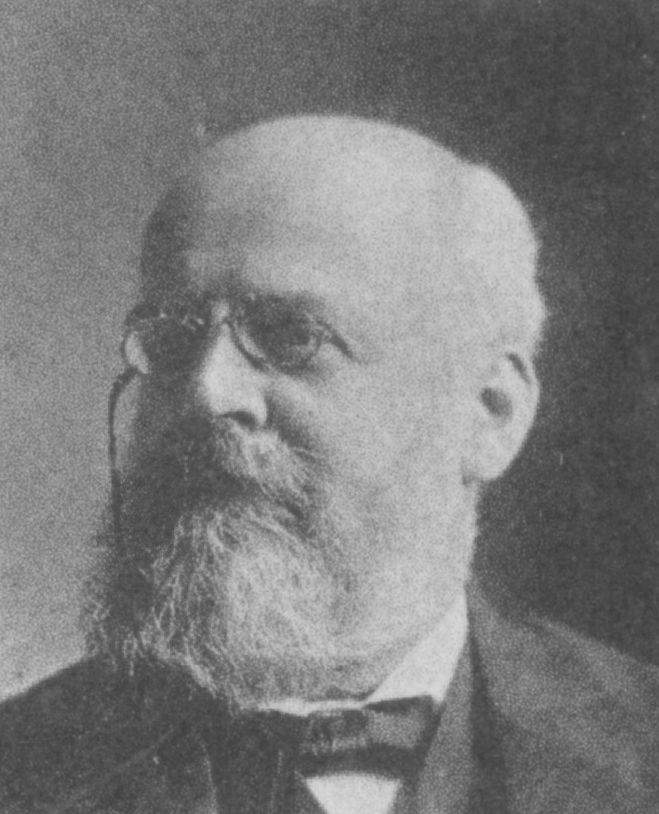
Heinrich Wilhelm Dove als Reichstagsabgeordneter 1912

Heinrich Wilhelm Dove (* 11. Dezember 1853 in Berlin; † 3. März 1931 ebenda) war ein deutscher Jurist und Mitglied des Deutschen Reichstags.

## Leben
Dove war der Sohn des gleichnamigen Physikers Heinrich Wilhelm Dove und besuchte das Joachimsthalsche und Friedrich-Werdersche Gymnasium in Berlin sowie von 1872 bis 1875 die Universitäten Göttingen, Heidelberg und Berlin. Danach war er Referendar in Altlandsberg und Berlin, Gerichtsassessor in Schneidemühl und Münster, Amtsrichter in Rogasen und von 1884 bis 1898 Landrichter und Landgerichtsrat in Frankfurt am Main. Ab 1899 war er Syndikus der Ältesten der Kaufmannschaft von Berlin und dann der Handelskammer. Er war stellvertretendes Mitglied des Bezirksausschusses in Wiesbaden und seit 1902 Stadtverordneter in Berlin. Weiter war er Mitarbeiter mehrerer politischer und wissenschaftlicher Zeitschriften und Zeitungen sowie Verfasser von politischen Schriften und Gesetzeskommentaren.

## Politik
Von 1903 bis 1918 war Dove als Abgeordneter der Freisinnigen Vereinigung Mitglied des Deutschen Reichstags für den Wahlkreis Regierungsbezirk Merseburg 2 Schweinitz, Wittenberg. Dove gehörte 1918 zur mittlerweile eine Mehrheit bildenden Zahl der Abgeordneten, die sich für das Frauenwahlrecht einsetzten. Zwischen 1912 und 1918 war er Reichstagsvizepräsident und von 1926 bis 1930 stellvertretendes Mitglied des Staatsrats von Preußen.

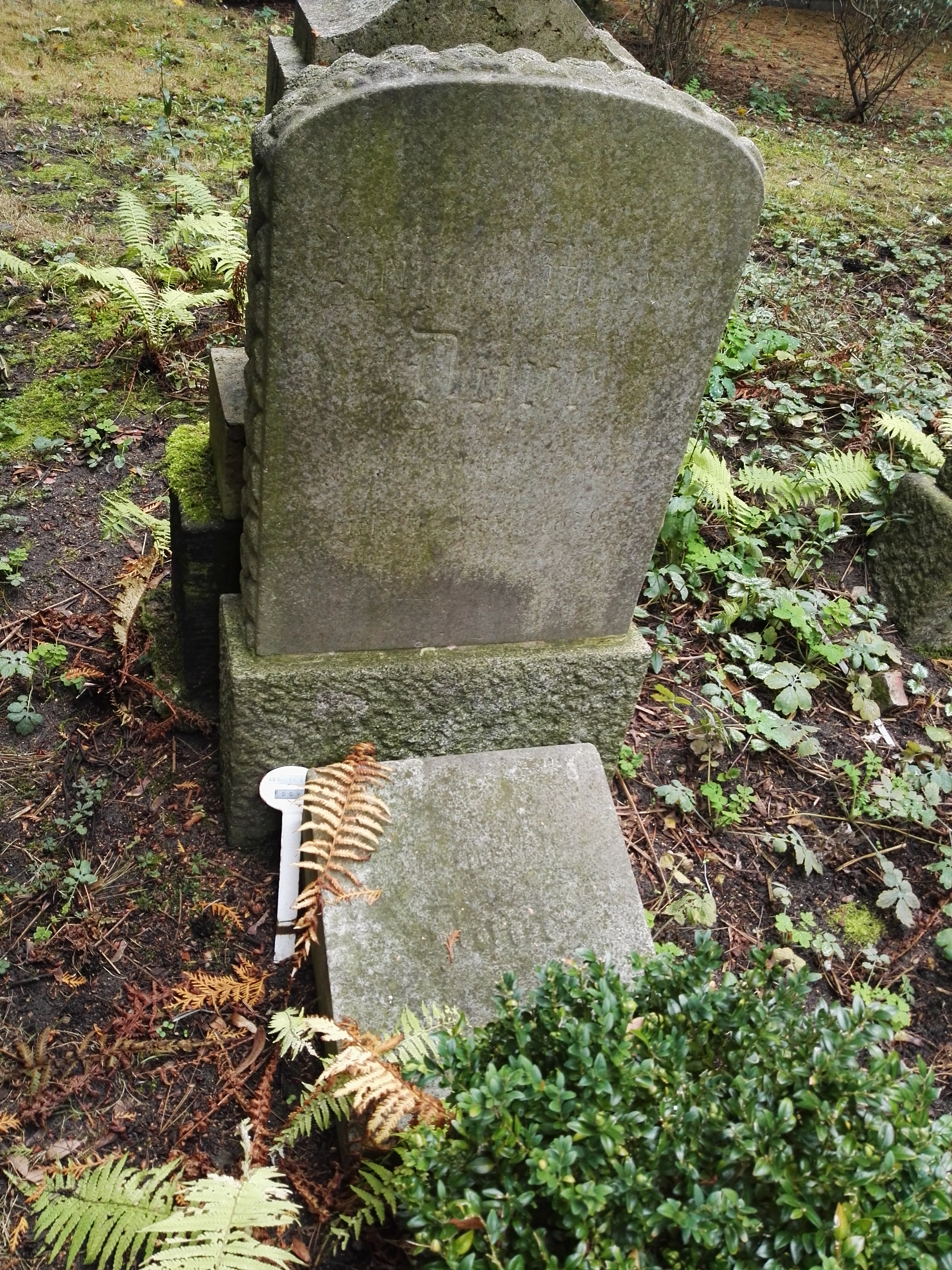
Grabstätte mit seinem gleichnamigen Vater

Er ist auf dem St.-Marien- und St.-Nikolai-Friedhof I in Berlin-Pankow bestattet.

## Schriften
- (Hrsg. mit Eduard Meyerstein) Gutachten über Handelsgebräuche erstattet von der Industrie- und Handelskammer zu Berlin : Im Auftr. d. Industrie- u. Handelskammer zu Berlin, 4 Bände, Heymann, Berlin 1907–1930.
- (mit Bernhard Kamnitzer) Das Handelsgesetzbuch mit Einführungsgesetz ohne Seerecht, Heymann, Berlin 1925.